# Marktplatz 22 (Iphofen)

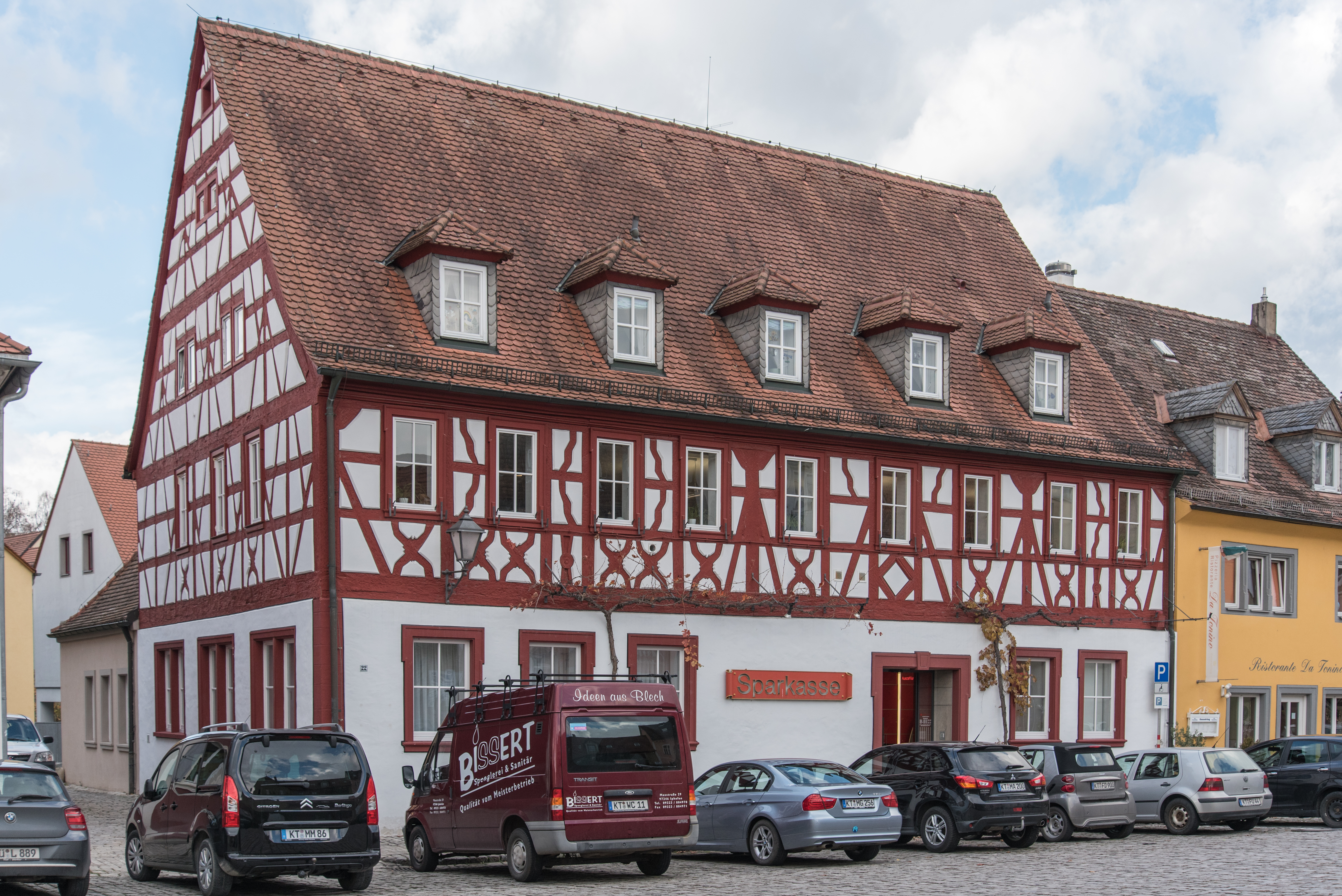
Das Haus Marktplatz 22

Das Haus Marktplatz 22 (früher Hausnummer 16) ist ein denkmalgeschütztes Gebäude in der Kernstadt des unterfränkischen Iphofen. Im Anwesen war früher das Gasthof Zur Goldenen Sonne untergebracht.

## Geschichte
Über die Geschichte des Hauses ist nur sehr wenig bekannt. Gesichert ist, dass hier während der Frühen Neuzeit das Gasthaus Zur Sonne, oder zur Goldenen Sonne zu finden war. Wahrscheinlich im Dreißigjährigen Krieg wurde die „Schenkstatt“ geplündert und zerstört. Die Überreste des Gebäudes verfielen in der Folgezeit. Zuletzt war an dieser zentralen Stelle in der Stadt ein öder Platz zu finden, auf dem nichts mehr an die Baulichkeiten der Vergangenheit erinnerte.
Am 21. August 1706 nahm allerdings der Häfner Balthasar Wirth aus Iphofen Kontakt mit dem Rat der Stadt auf. Er wollte „die öthe wirths statt aufm marckt“ wieder aufrichten. In den folgenden Monaten bemühte sich Wirth um die Forderungen, die mit dem Neubau verbunden waren. So entstand eine Skizze, ein sogenannter „Rieß“ über das zu bauende Gebäude. Im Jahr 1707 wurde das Gasthaus zur Sonne eingeweiht, in der Folgezeit entstand auch ein Schweinestall neben dem Haus.
Der Gastbetrieb am Marktplatz bestand durchgehend von 1707 bis ins Jahr 1956. In den 1950er Jahren erwarb allerdings die Kreis- und Stadtsparkasse Iphofen-Scheinfeld die Baulichkeiten und richtete hier eine Geschäftsstelle ein. Heute ist im Haus eine Filiale der Sparkasse Mainfranken Würzburg untergebracht. Das Haus Marktplatz 22 wird vom Bayerischen Landesamt für Denkmalpflege als Baudenkmal eingeordnet. Untertägige Reste von Vorgängerbauten werden als Bodendenkmal geführt. Daneben ist es Teil des Ensembles Altstadt Iphofen.

## Beschreibung
Das Haus Marktplatz 22 präsentiert sich als zweigeschossiger, traufständiger Satteldachbau mit Zierfachwerkobergeschoss. Stilvergleiche lassen darauf schließen, dass es vom gleichen Zimmermann wie das Haus Maxstraße 21 in Iphofen errichtet wurde. Das Anwesen weist einige Besonderheiten auf, die sich insbesondere in der Ausführung des Fachwerks niederschlagen. Das Erdgeschoss wurde in der Mitte des 20. Jahrhunderts umgebaut. Die barocken Türstöcke mit Oberlichtern und geohrten Fensterrahmungen blieben erhalten.
Das Fachwerk des Obergeschosses scheint ungeordnet angebracht worden zu sein, es existiert aber auf den zweiten Blicke eine klare Orientierung. Zwei Bundpfosten teilen die Vorderfront in drei Abschnitte, hierbei sind die Innenräume an der Außengestaltung ablesbar. Als Pfosten brachte man Mannfiguren mit langen Hälsen an. Die Abschnitte wurden neuerlich durch sogenannten Brüstungszierrat unterteilt.
Die Mittelachse mit dem Saal im Inneren wird von Feuerböcken dominiert. Die Fenster ordnen sich symmetrisch um die Abschnittsmitte an. In den umgebenden Abschnitten werden dieselben Zierformen aufgegriffen, allerdings sind sie hier vereinfachter wiedergegeben. Ähnlich erscheint auch die Giebelseite. Hier sind außerdem K-Streben zu erkennen. Insgesamt existieren drei Dachgeschosse, die überwiegend von K-Streben eingenommen werden. Die einzelnen Geschosse sind auch im Giebel voneinander deutlich unterscheidbar.